# Spær
Et spær er den mest elementære del af skelettet i en tagkonstruktion. Der indgår som regel mange spær i konstruktionen af et tag på en bygning. Et spær kan fx være formet som et stort "A" – udformet i fyrretræ, eller et andet bæredygtigt materiale. Det ene ben i A'et placeres af håndværkerne på den ene ydervæg i bygningen, og det andet ben placeres på den anden ydervæg i bygningen.
Spærene opsættes som oftest med en meters afstand. Spærenes ender dækkes med sternbræt, og herefter sømmes der lægter på spærenes sider, og til sidst lægges der tagsten på lægterne.
| Arkitektur | Spire Denne arkitekturartikel er en spire som bør udbygges. Du er velkommen til at hjælpe Wikipedia ved at udvide den. |